# Спасителят
за Бог Син вижте Исус Христос
 Тази статия е за филма от 1998 година.  За филма от 2014 година вижте Спасителят (филм, 2014).  

## Сюжет
Семейството на Джошуа Роуз (в ролята Денис Куейд) е убито при бомбен атентат в Париж. В желанието си да отмъсти на атентаторите той убива богомолците в една джамия. За да се скрие, постъпва във Френския легион. Приятелят му Питър го последва в доброволното му изгнание. След като напуска легиона, Джошуа участва като доброволец във войната в Босна, като се бие на страната на сърбите. След като Питър е убит от атентатор самоубиец, партньор на Джошуа става сърбинът Горан. Двамата участват при размяна на пленници и трябва да придружат до родното село сръбкинята Вера, забременяла в резултат на изнасилване. По време на пътуването Вера започва да ражда, Горан се опитва да убие бебето, а Джошуа застрелва Горан. Джошуа се опитва да заведе Вера, която мрази бебето си, до лагер на "Сините каски", но са преследвани от роднините на убития Горан. Вера е убита от хърватски бунтовници, но Джошуа успява да спаси бебето и да се добере до базата на "Сините каски".

## Премиери
- Испания 	1 май 1998
- Югославия 	1 май 1998
- Великобритания 	19 МАй 1998
- Холандия 	11 юли 1998
- Сингапур 	15 октомври 1998
- САЩ 20 ноември 1998
- Исландия	11 февруари 1999
- Норвегия 	28 февруари 1999
- Франция 	2 юни 1999
- Южна Корея 	4 септември 1999
- Аржентина 	29 септември 1999
- Хонг Конг 	4 ноември 1999
- Австралия 	2 декември 1999
- Япония 8 април 2000
- Русия 14 ноември 2001 	(DVD премиера)

## Награди
Political Film Society, USA-победител през 1999 г.
Sochi International Film Festival-Наташа Нинкович, победител в категория „Най-добра актриса“ през 1998 г.